# Łyżwiarstwo szybkie na Zimowych Igrzyskach Olimpijskich 2018 – bieg masowy mężczyzn
Bieg masowy mężczyzn rozgrywany w ramach łyżwiarstwa szybkiego na Zimowych Igrzyskach Olimpijskich 2018 odbył się 24 lutego w hali Gangneung Oval w Gangneung. Zawody rozegrano po raz pierwszy w historii igrzysk. Do finału awansowało po 8 zawodników, którzy zdobyli najwięcej punktów w półfinałach. Wyścig składał się z 16 okrążeń. Trzech pierwszych zawodników na mecie otrzymywało odpowiednio 60, 40 i 20 punktów. Dodatkowo zawodnicy, którzy zajmowaliy trzy pierwsze miejsca po 4, 8 i 12 okrążeniu dostawali 5, 3 i 1 punktów.
Pierwszym w historii mistrzem został reprezentant gospodarzy Lee Seung-hoon. Za nim uplasował się Belg Bart Swings, a brąz wywalczył Koen Verweij z Holandii.
Z zawodach wziął udział jeden Polak – Konrad Niedźwiedzki – który odpadł w półfinale.

## Terminarz
| Data      | Konkurencja | Godzina rozpoczęcia | Godzina rozpoczęcia |
| Data      | Konkurencja | UTC+09:00           | CET                 |
| --------- | ----------- | ------------------- | ------------------- |
| 24 lutego | Półfinały   | 20:45               | 12:45               |
| 24 lutego | Finały      | 22:00               | 14:00               |

## Wyniki

### Półfinały

#### Półfinał 1
| Miejsce | Zawodnik           | Reprezentacja     | Punkty | Czas    | Uwagi |
| ------- | ------------------ | ----------------- | ------ | ------- | ----- |
| 1.      | Linus Heidegger    | Austria           | 60     | 8:20,46 | Q     |
| 2.      | Andrea Giovannini  | Włochy            | 41     | 8:24,41 | Q     |
| 3.      | Shane Williamson   | Japonia           | 20     | 8:25,44 | Q     |
| 4.      | Viktor Hald Thorup | Dania             | 5      | 8:34,06 | Q     |
| 5.      | Koen Verweij       | Holandia          | 5      | 8:44,90 | Q     |
| 6.      | Lee Seung-hoon     | Korea Południowa  | 5      | 8:45,37 | Q     |
| 7.      | Olivier Jean       | Kanada            | 4      | 8:42,31 | Q     |
| 8.      | Alexis Contin      | Francja           | 3      | 8:28,70 | Q     |
| 9.      | Haralds Silovs     | Łotwa             | 3      | 8:28,93 |       |
| 10.     | Brian Hansen       | Stany Zjednoczone | 1      | 8:34,47 |       |
| 11.     | Fiodor Meżencew    | Kazachstan        | 0      | 8:43,26 |       |
| 12.     | Reyon Kay          | Nowa Zelandia     | 0      | 9:17,99 |       |

#### Półfinał 2
| Miejsce | Zawodnik              | Reprezentacja            | Punkty | Czas    | Uwagi |
| ------- | --------------------- | ------------------------ | ------ | ------- | ----- |
| 1.      | Peter Michael         | Nowa Zelandia            | 60     | 7:55,10 | Q     |
| 2.      | Stefan Due Schmidt    | Dania                    | 40     | 7:55,22 | Q     |
| 3.      | Witalij Michailau     | Białoruś                 | 20     | 7:55,25 | Q     |
| 4.      | Sven Kramer           | Holandia                 | 6      | 8:24,51 | Q     |
| 5.      | Bart Swings           | Belgia                   | 5      | 8:13,57 | Q     |
| 6.      | Chung Jae-won         | Korea Południowa         | 5      | 8:17,02 | Q     |
| 7.      | Livio Wenger          | Szwajcaria               | 5      | 8:17,17 | Q     |
| 8.      | Joey Mantia           | Stany Zjednoczone        | 3      | 8:00,54 | Q     |
| 9.      | Sverre Lunde Pedersen | Norwegia                 | 2      | 7:58,65 |       |
| 10.     | Konrad Niedźwiedzki   | Polska                   | 1      | 8:24,73 |       |
| 11.     | Ryōsuke Tsuchiya      | Japonia                  | 0      | 7:55,77 |       |
| 12.     | Wang Hongli           | Chińska Republika Ludowa | 0      | 8:00,97 |       |

### Finał
| Miejsce | Zawodnik           | Reprezentacja     | Punkty | Czas    | Uwagi |
| ------- | ------------------ | ----------------- | ------ | ------- | ----- |
| 1.      | Lee Seung-hoon     | Korea Południowa  | 60     | 7:43,97 |       |
| 2.      | Bart Swings        | Belgia            | 40     | 7:44,08 |       |
| 3.      | Koen Verweij       | Holandia          | 20     | 7:44,24 |       |
| 4.      | Livio Wenger       | Szwajcaria        | 11     | 8:13,08 |       |
| 5.      | Viktor Hald Thorup | Dania             | 8      | 7:57,10 |       |
| 6.      | Linus Heidegger    | Austria           | 6      | 7:52,38 |       |
| 7.      | Witalij Michailau  | Białoruś          | 1      | 7:53,38 |       |
| 8.      | Chung Jae-won      | Korea Południowa  | 1      | 8:32,71 |       |
| 9.      | Joey Mantia        | Stany Zjednoczone | 0      | 7:45,21 |       |
| 10.     | Alexis Contin      | Francja           | 0      | 7:45,64 |       |
| 11.     | Shane Williamson   | Japonia           | 0      | 7:46,19 |       |
| 12.     | Andrea Giovannini  | Włochy            | 0      | 7:46,83 |       |
| 13.     | Stefan Due Schmidt | Dania             | 0      | 7:47,53 |       |
| 14.     | Olivier Jean       | Kanada            | 0      | 7:49,30 |       |
| 15.     | Peter Michael      | Nowa Zelandia     | 0      | 7:49,33 |       |
| 16.     | Sven Kramer        | Holandia          | 0      | 8:13,95 |       |